# Горнолыжный спорт на зимних Олимпийских играх 2018
Соревнования по горнолыжному спорту на зимних Олимпийских играх 2018 года в Пхёнчхане прошли с 12 по 24 февраля на горнолыжных трассах в Чунбоне и Ёнпхёне.
В рамках соревнований было разыграно 11 комплектов наград. По сравнению с Играми 2014 года в Сочи в программу соревнований были добавлены смешанные командные соревнования. Это первое изменение программы соревнований горнолыжников с Игр 1988 года, когда был добавлен супергигант и вернулась комбинация.

## Медали

### Медалисты

#### Мужчины
| Дисциплина                      | Золото                        | Серебро                       | Бронза                     |
| Скоростной спуск см. подробнее  | Аксель Лунд Свиндаль Норвегия | Хьетиль Янсруд Норвегия       | Беат Фойц Швейцария        |
| Комбинация см. подробнее        | Марсель Хиршер Австрия        | Алексис Пентюро Франция       | Виктор Мюффа-Жанде Франция |
| Супергигант см. подробнее       | Маттиас Майер Австрия         | Беат Фойц Швейцария           | Хьетиль Янсруд Норвегия    |
| Гигантский слалом см. подробнее | Марсель Хиршер Австрия        | Хенрик Кристофферсен Норвегия | Алексис Пентюро Франция    |
| Слалом см. подробнее            | Андре Мюрер Швеция            | Рамон Ценхойзерн Швейцария    | Михаэль Матт Австрия       |

#### Женщины

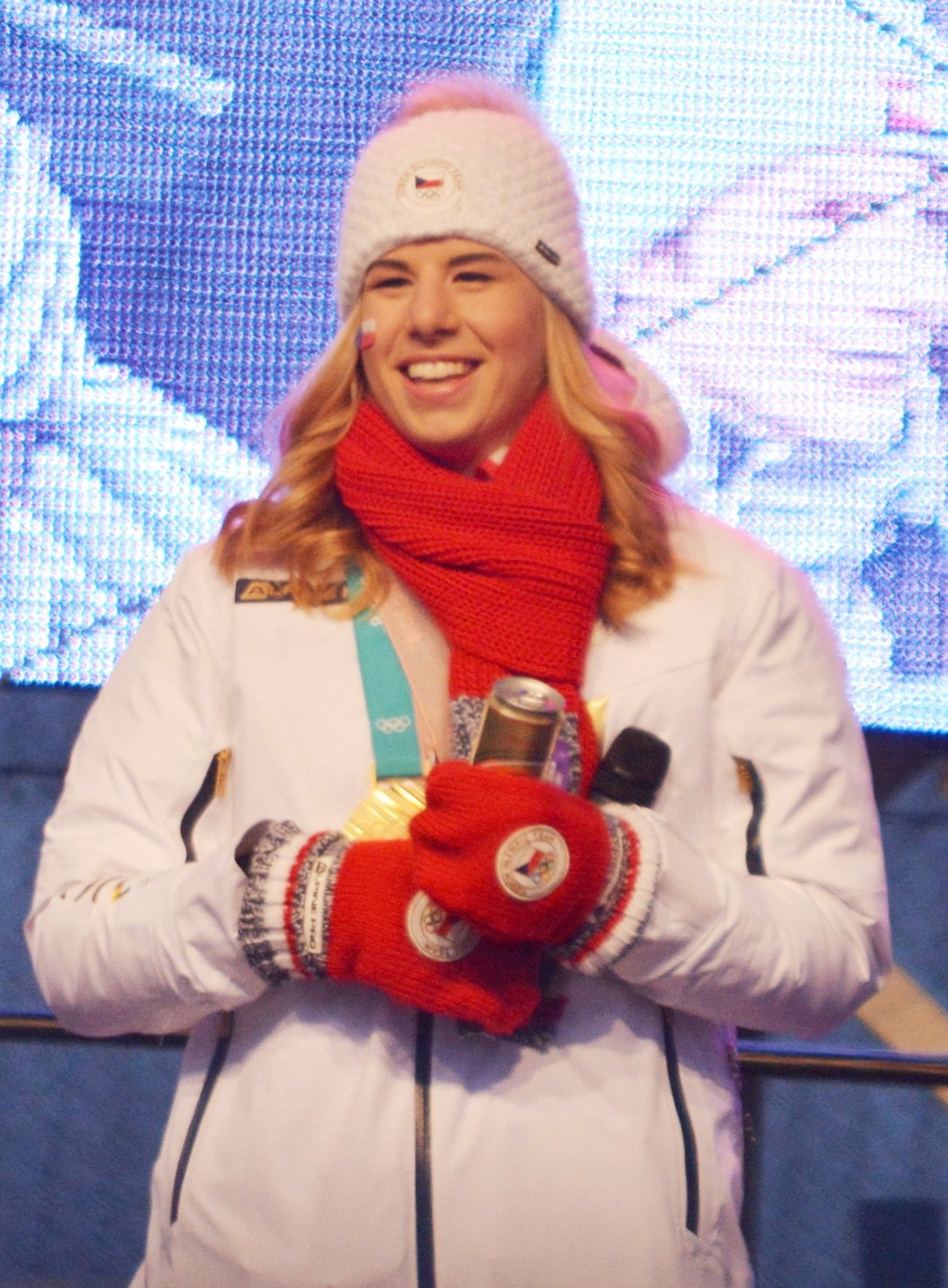
Чешка Эстер Ледецкая сенсационно выиграла золото в супергиганте

| Дисциплина                      | Золото                  | Серебро                      | Бронза                      |
| Скоростной спуск см. подробнее  | София Годжа Италия      | Рагнхильд Мовинкель Норвегия | Линдси Вонн США             |
| Комбинация см. подробнее        | Мишель Гизин Швейцария  | Микаэла Шиффрин США          | Венди Хольденер Швейцария   |
| Супергигант см. подробнее       | Эстер Ледецкая Чехия    | Анна Файт Австрия            | Тина Вайратер Лихтенштейн   |
| Гигантский слалом см. подробнее | Микаэла Шиффрин США     | Рагнхильд Мовинкель Норвегия | Федерика Бриньоне Италия    |
| Слалом см. подробнее            | Фрида Хансдоттер Швеция | Венди Хольденер Швейцария    | Катарина Галльхубер Австрия |

#### Командные соревнования
| Дисциплина                           | Золото                                                                                      | Серебро | Бронза |
| Командные соревнования см. подробнее | Швейцария · Дениз Файерабенд · Рамон Ценхойзерн · Венди Хольденер · Даниэль Юль · Лука Эрни | Австрия · Катарина Линсбергер · Михаэль Матт · Катарина Галльхубер · Марко Шварц · Штефани Бруннер · Мануэль Феллер | Норвегия · Себастьян Фосс Солевог · Нина Хавер-Лёсет · Кристин Люсдаль · Лейф Кристиан Хёуген · Марен Скьёльд · Йонатан Нордботтен |

### Общий зачёт
(Жирным выделено самое большое количество медалей в своей категории)
| Общее количество медалей |             |        |         |        |       |
| Место                    | Страна      | Золото | Серебро | Бронза | Всего |
| 1                        | Австрия     | 3      | 2       | 2      | 7     |
| 2                        | Швейцария   | 2      | 3       | 2      | 7     |
| 3                        | Швеция      | 2      | 0       | 0      | 2     |
| 4                        | Норвегия    | 1      | 4       | 2      | 7     |
| 5                        | США         | 1      | 1       | 1      | 3     |
| 6                        | Италия      | 1      | 0       | 1      | 2     |
| 7                        | Чехия       | 1      | 0       | 0      | 1     |
| 8                        | Франция     | 0      | 1       | 2      | 3     |
| 9                        | Лихтенштейн | 0      | 0       | 1      | 1     |
| Всего                    | Всего       | 11     | 11      | 11     | 33    |

## Расписание
Время местное (UTC+9)
| День          | Дата                                        | Время                   | Соревнование                |
| ------------- | ------------------------------------------- | ----------------------- | --------------------------- |
| День 3 День 7 | Воскресенье, 11 февраля Четверг, 15 февраля | 11:00-13:10             | Скоростной спуск (мужчины)  |
| День 4 День 7 | Понедельник, 12 февраля Четверг, 15 февраля | 10:15-12:15 13:45-15:25 | Гигантский слалом (женщины) |
| День 5        | Вторник, 13 февраля                         | 11:30-13:00 15:00-16:10 | Комбинация (мужчины)        |
| День 6 День 7 | Среда, 14 февраля Пятница, 16 февраля       | 10:15-11:30 13:45-14:55 | Слалом (женщины)            |
| День 7 День 8 | Четверг, 15 февраля Пятница, 16 февраля     | 11:00-13:10             | Супергигант (мужчины)       |
| День 9        | Суббота, 17 февраля                         | 11:00-13:10             | Супергигант (женщины)       |
| День 10       | Воскресенье, 18 февраля                     | 10:15-12:15 13:45-15:25 | Гигантский слалом (мужчины) |
| День 13       | Среда, 21 февраля                           | 11:00-13:10             | Скоростной спуск (женщины)  |
| День 14       | Четверг, 22 февраля                         | 10:15-11:30 13:45-15:25 | Слалом (мужчины)            |
| День 14       | Четверг, 22 февраля                         | 11:00-12:30 14:30-15:40 | Комбинация (женщины)        |
| День 16       | Суббота, 24 февраля                         | 11:00-13:00             | Командные соревнования      |

## Квалификация
В общей сложности квота МОК содержит 320 доступных мест для спортсменов, чтобы участвовать в Играх. Каждый Национальный олимпийский комитет может быть представлен максимум 22 спортсменами — максимально по 14 мужчин и женщин. Существует два квалификационных стандарта: А и B.